# 八田貞義

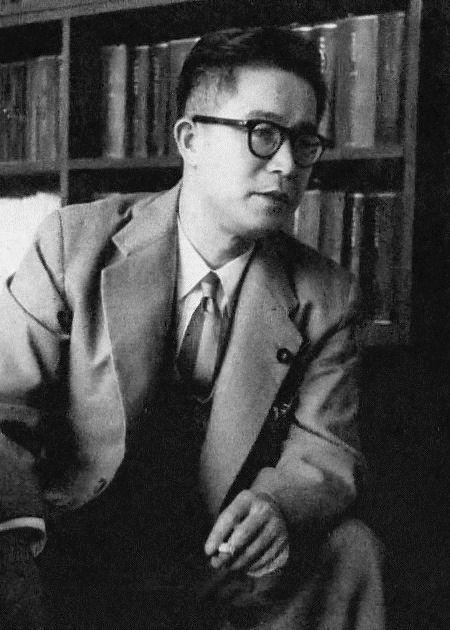
八田貞義

八田 貞義（はった さだよし、1909年9月8日 - 1986年12月20日）は、日本の政治家。自由民主党衆議院議員。1979年に勲一等瑞宝章受章。

## 来歴・人物
現在の福島県会津若松市出身。父は陸軍省参与官などを務めた八田宗吉。会津中学を経て1933年に日本医科大学を卒業後、東京市衛生試験所医学部長、厚生省国立衛生試験所細菌部長、日本医科大学教授を経て、1955年の第27回衆議院議員総選挙に自由党公認で福島2区から立候補し初当選。以後通算当選9回。恩給問題に詳しく、予算編成では党の実力者として恩給予算の適正化に尽力した。
自由民主党では池田→前尾→大平派に所属し、1962年には第2次池田内閣第2次改造内閣にて内閣官房副長官を務めるなどしたが、1963年に同一選挙区から初当選した伊東正義が大平正芳の古くからの親友であったため、以降伊東に地盤を切り崩されるようになる。1976年の総選挙で落選したのを機に中曽根派へと移り、1979年の総選挙で返り咲くが、1983年に再度落選し、政界から引退した。元秘書であった渡部恒三にも地盤を切り崩されたことも大きく影響していた。1986年12月20日死去。享年77。
なお、八田の元秘書に、早川広中、渡部篤らがいる。